# Hector Guimard metróállomás bejáratai
Hector Guimard metróállomás bejáratai a párizsi metró állomásainak art déco stílusú bejáratai, melyet Hector Guimard tervezett.

## Képgaléria

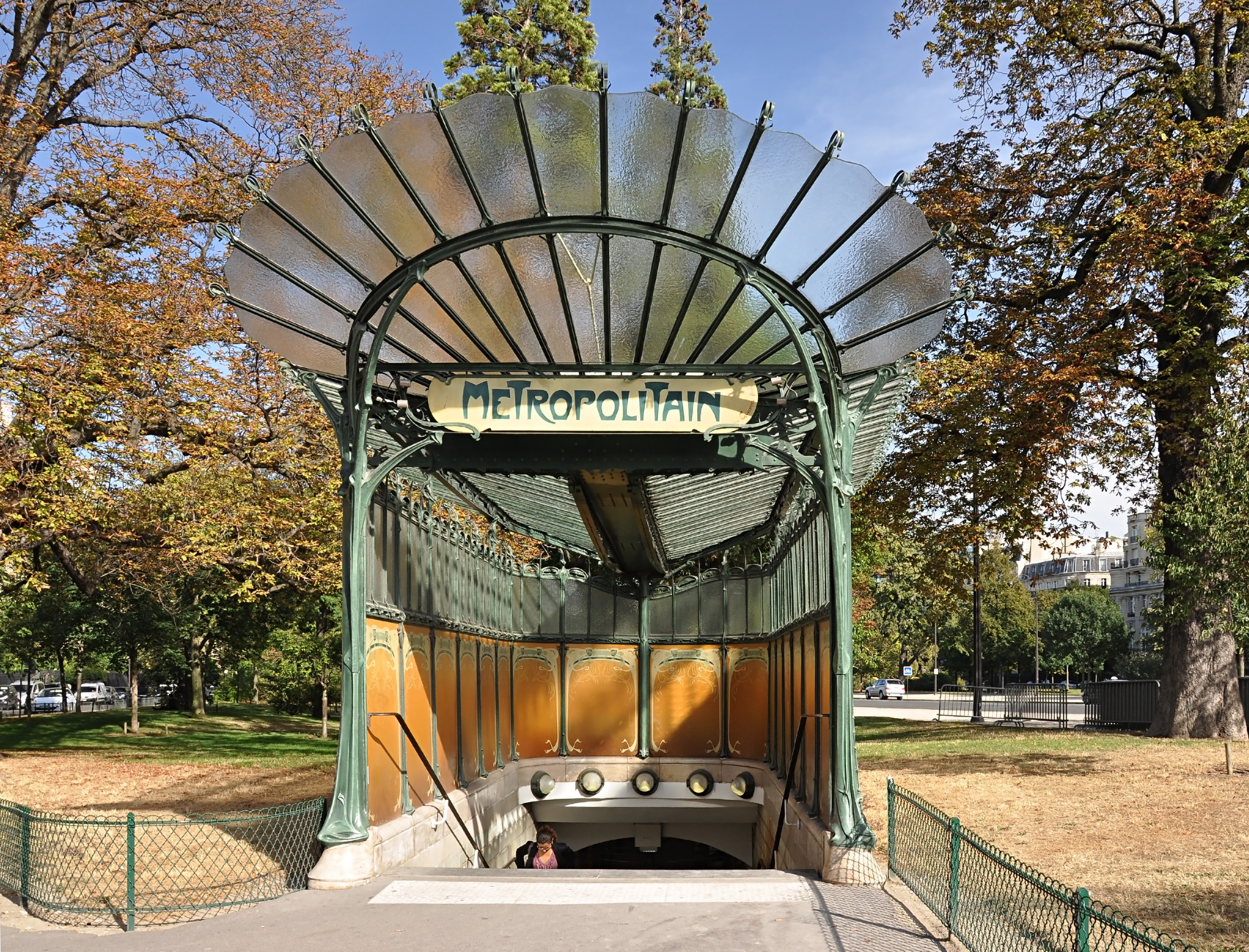
Eredeti metróbejárat Porte Dauphine metróállomásnál
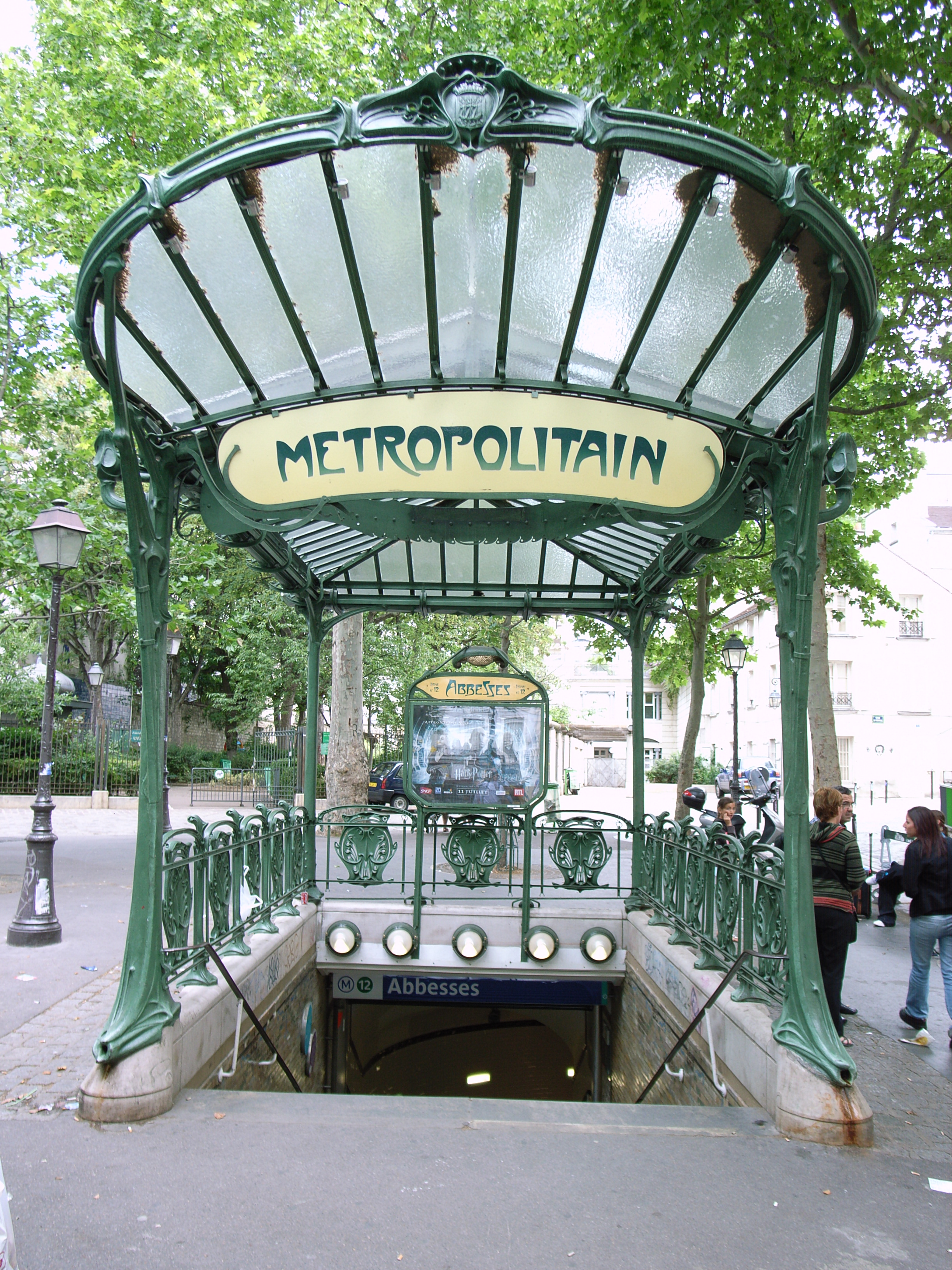
Bejárat az Abbesses metróállomásra, eredetileg ez a kapu a Hôtel de Ville metróállomásnál volt
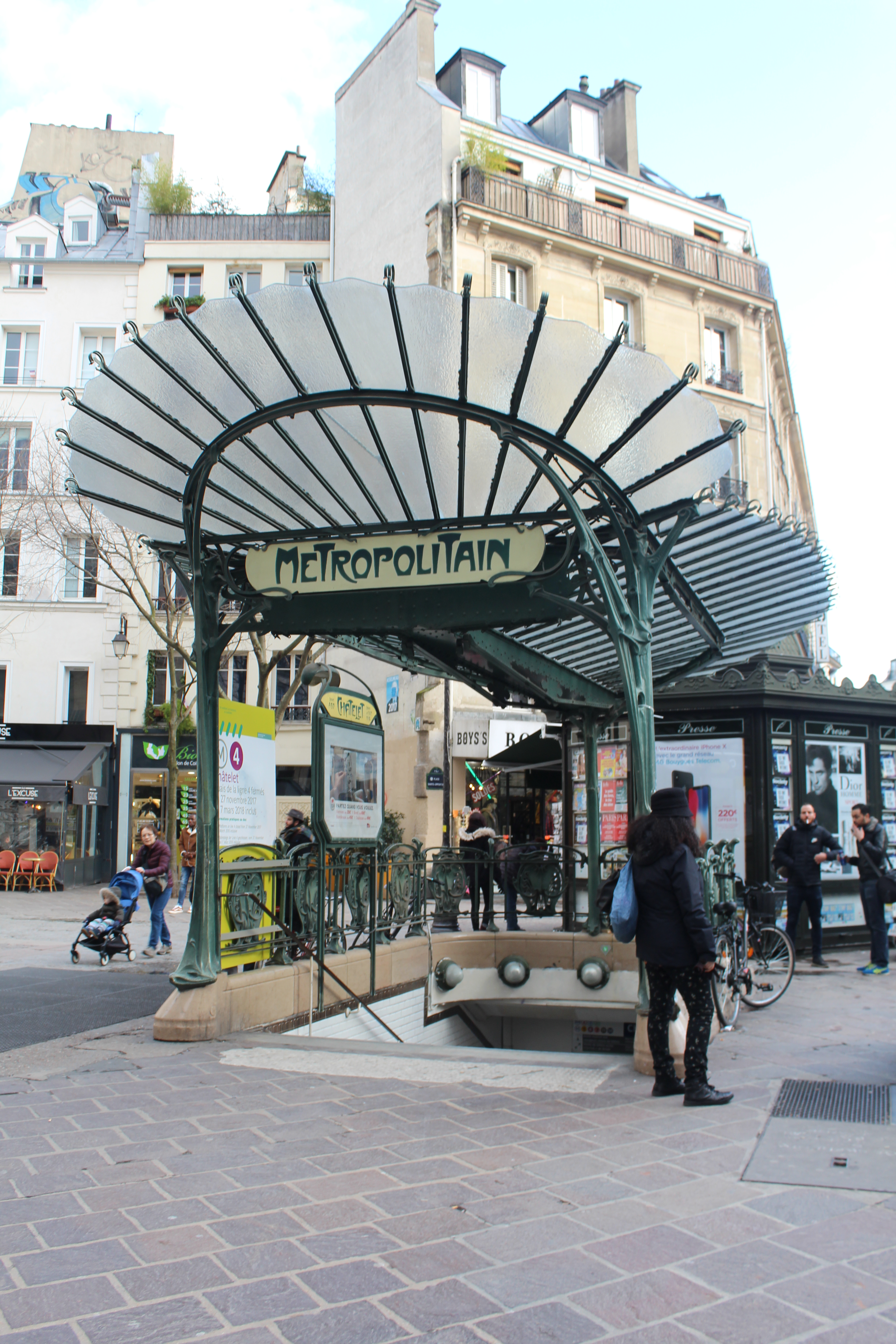
Eredeti formában visszaépített metróbejárat Châtelet állomásnál
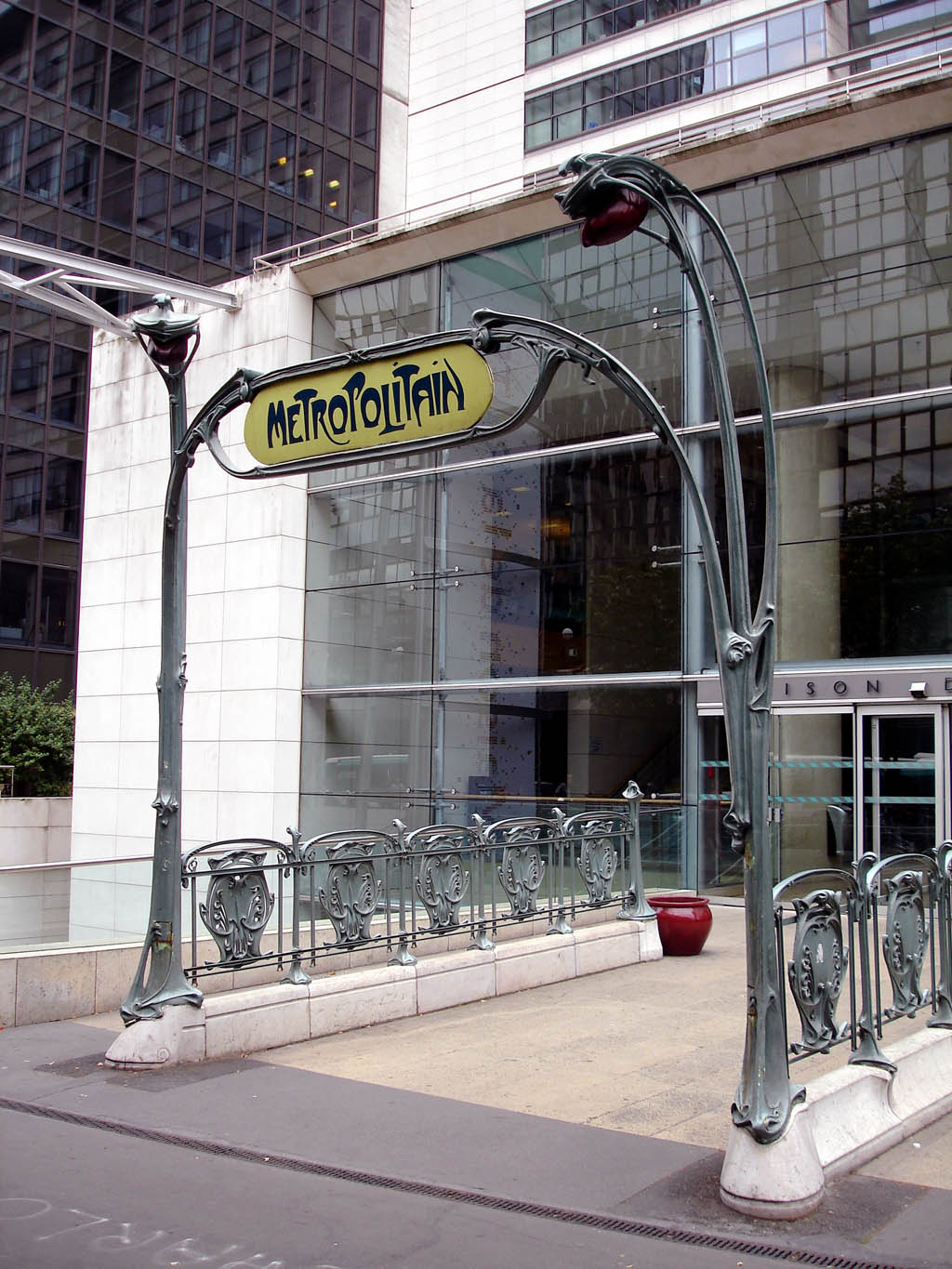
Bejárat a RATP székházába

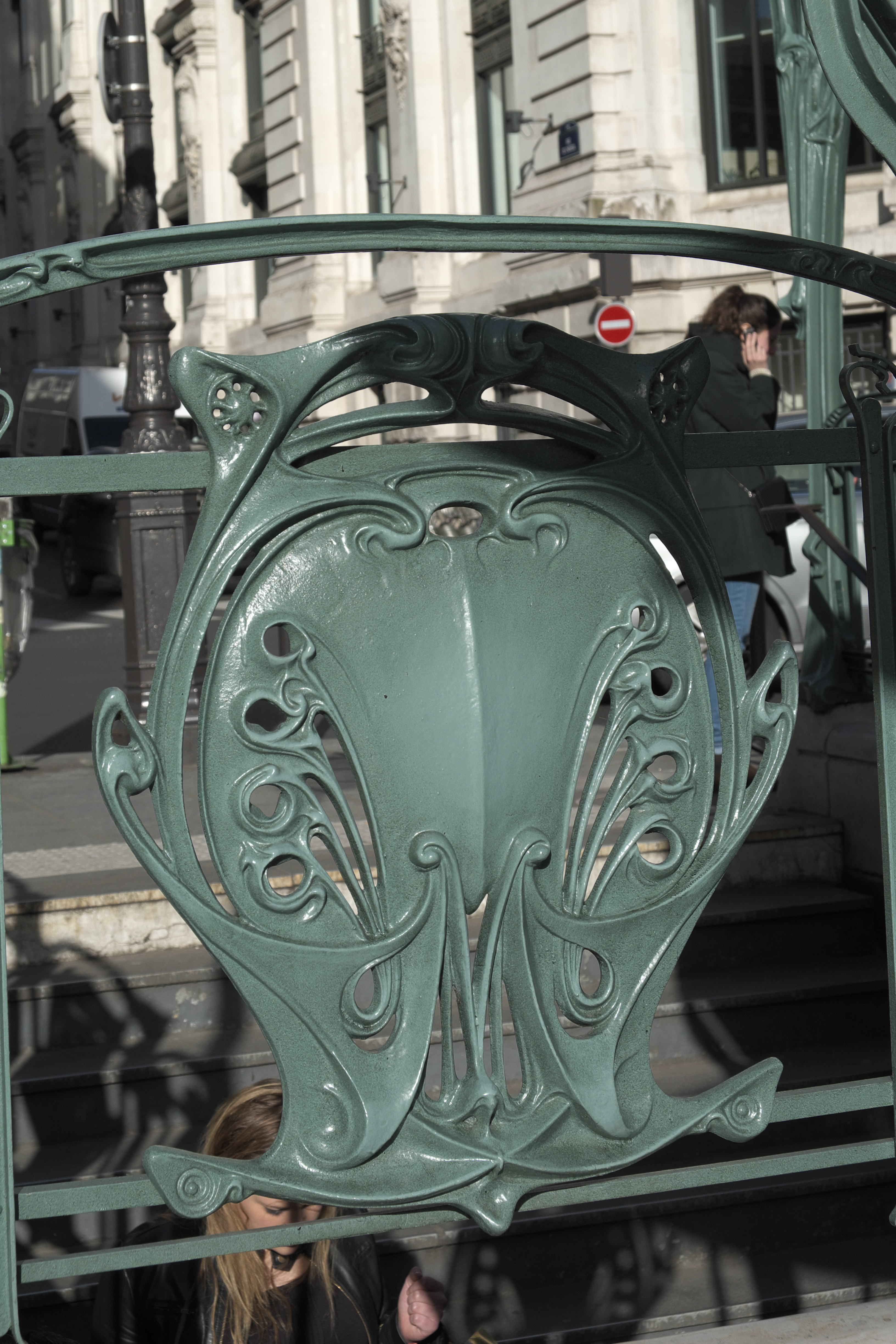
Quatre-Septembre
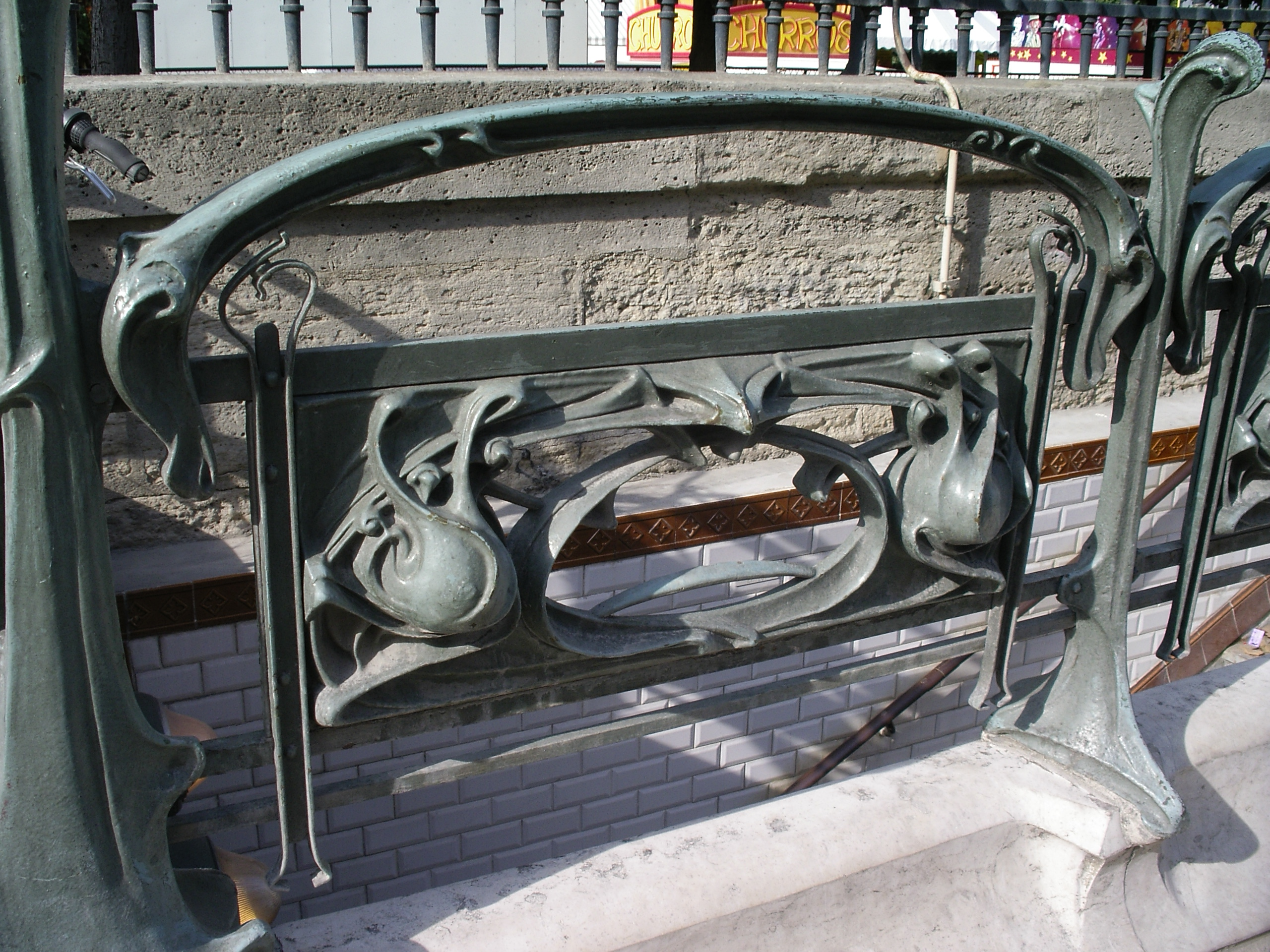
Üreges doboz, Tuileries
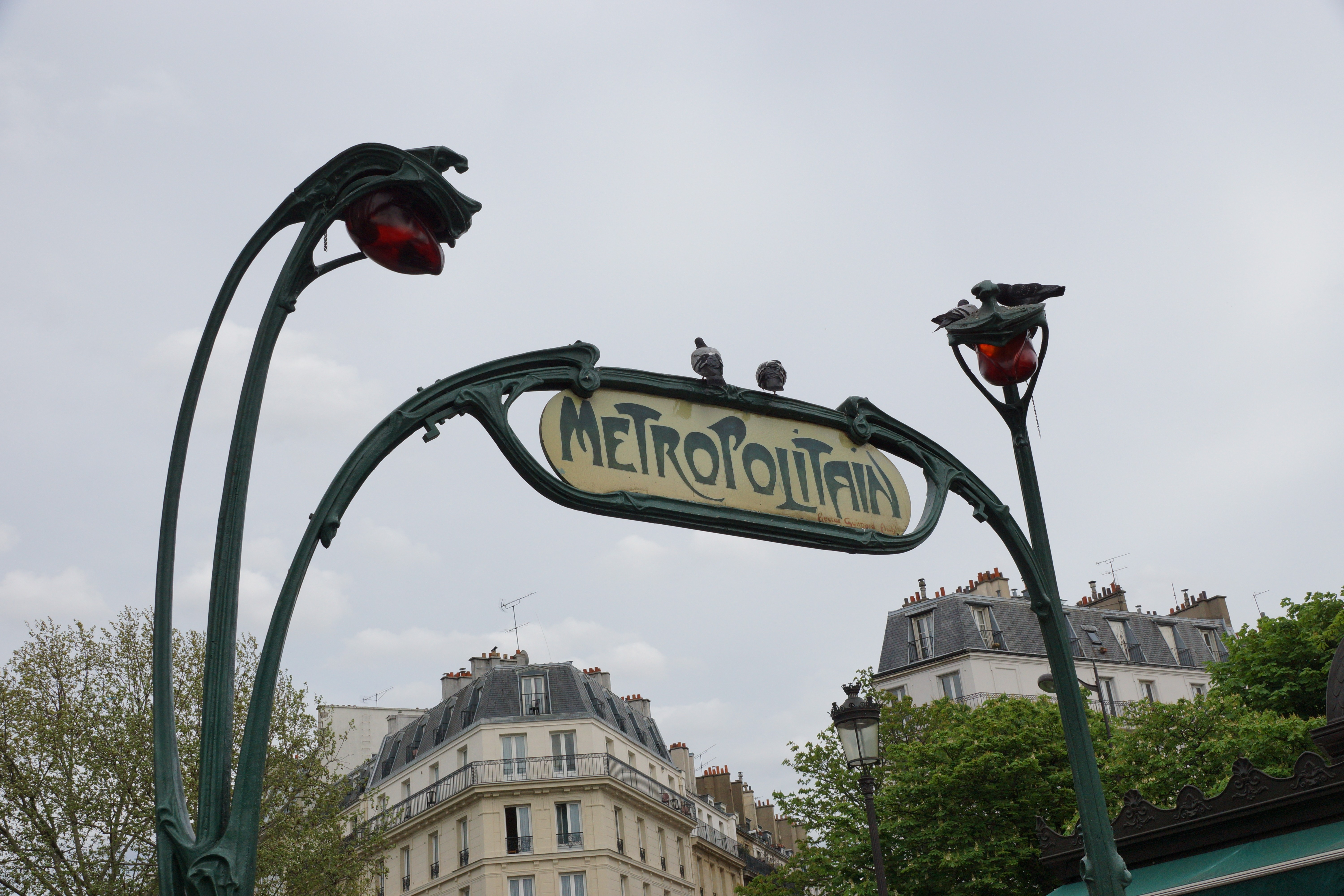
Lámpák és a "Métropolitain" felirat, Anvers
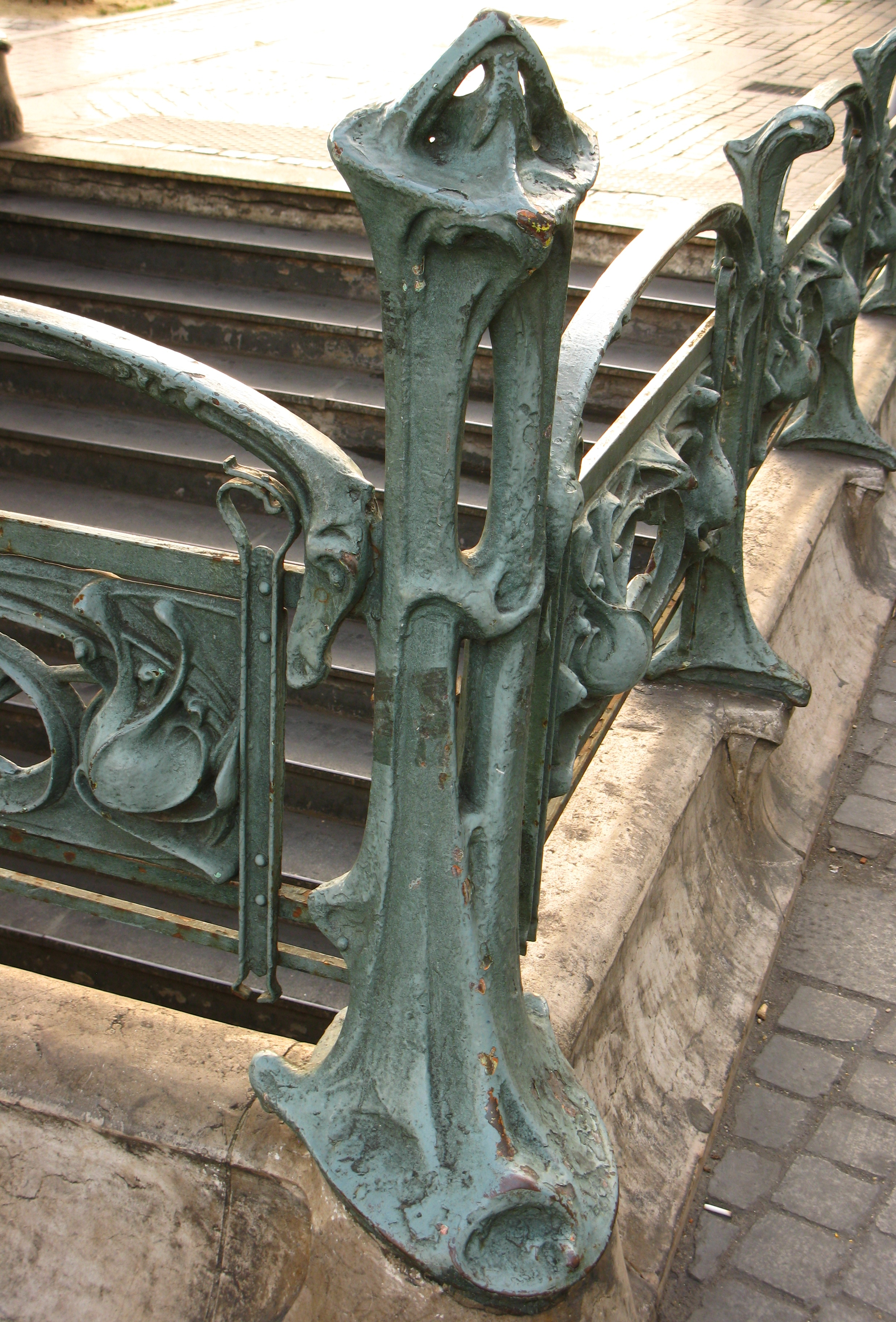
Sarokoszlop, Place d'Italie
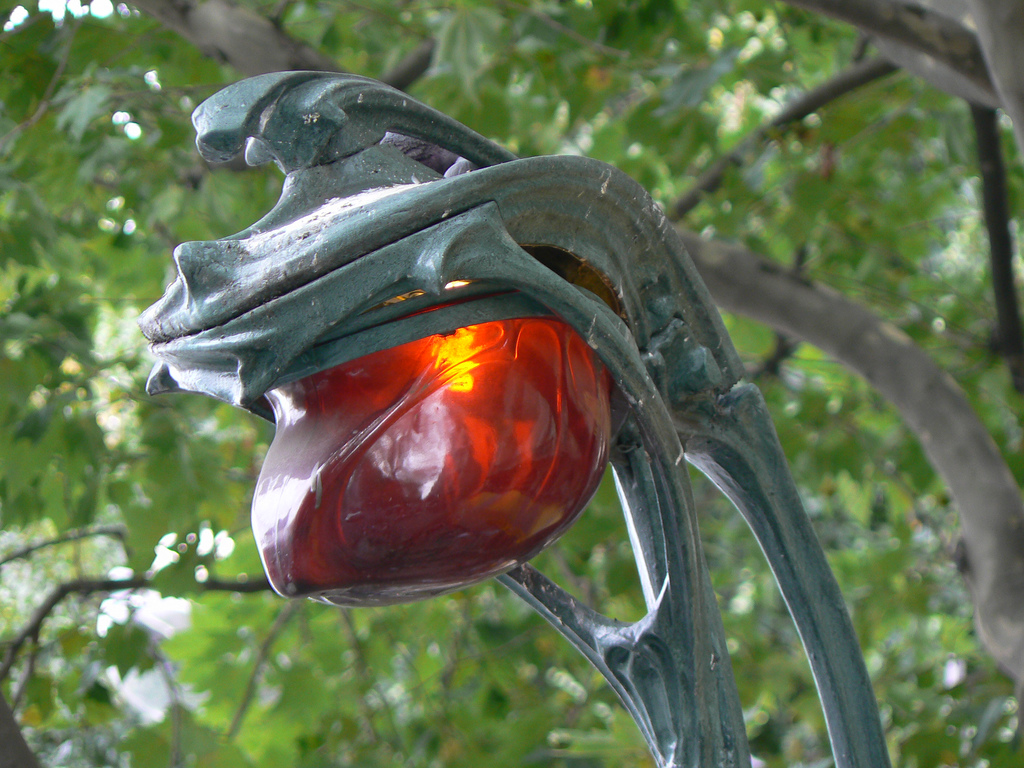
közelebbről egy lámpaoszlop lámpabúrája
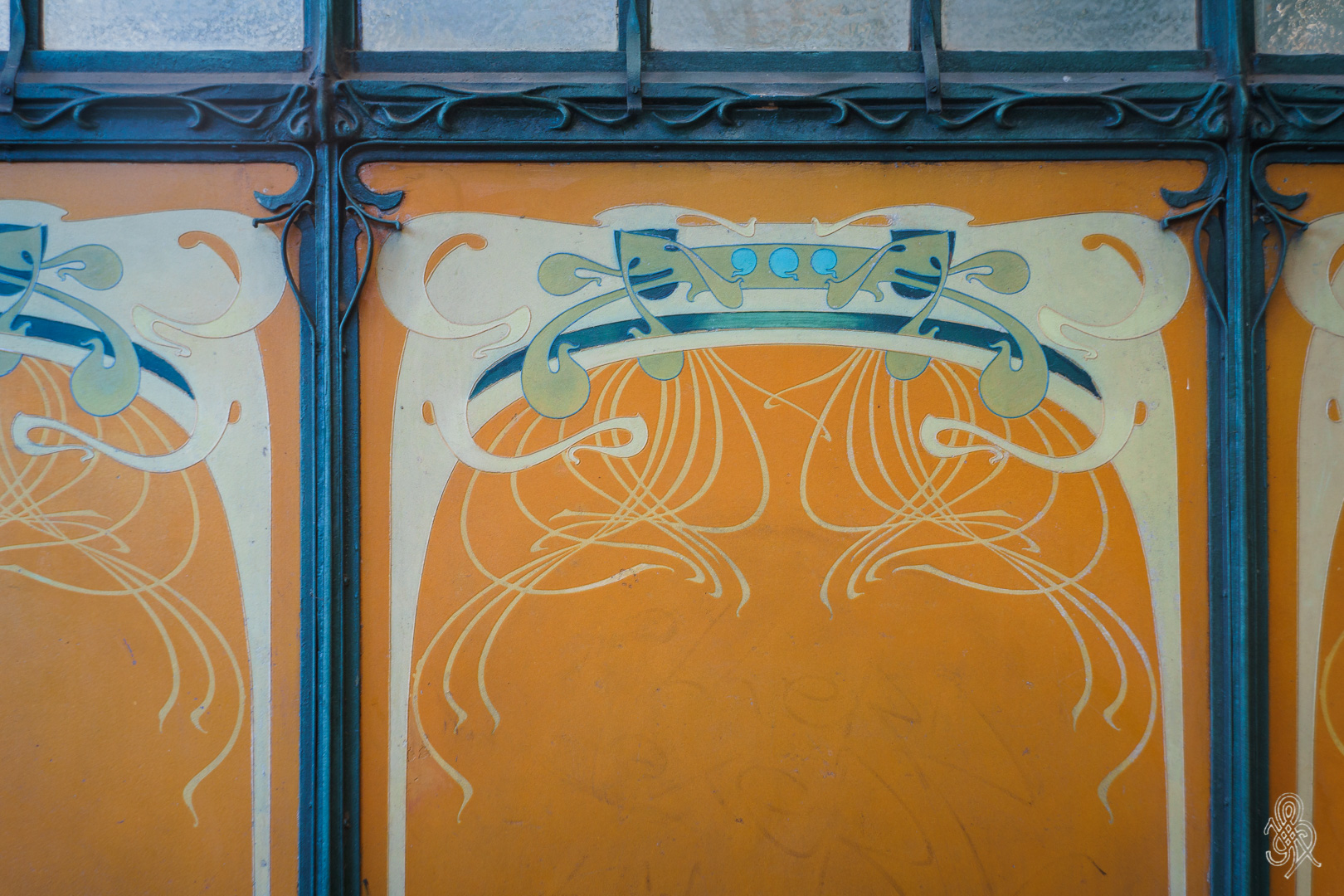
Az  édicule  falpanelje, Porte Dauphine

## Fennmaradt párizsi metróbejáratok listája
| Állomás                        | Kerület     | Cím                                                                     | Base Mérimée | Koordináták | Kép |
| ------------------------------ | ----------- | ----------------------------------------------------------------------- | ------------ | --- | --- |
| Châtelet                       | 1. kerület  | Rue de Rivoli Rue des Lavandières-Sainte-Opportune                      | PA00085986   | é. sz. 48,859194°, k. h. 2,346222°48.859194°N 2.346222°EChâtelet                                                   |     |
| Étienne Marcel                 | 1. kerület  | 14 Rue de Turbigo                                                       | PA00085987   | é. sz. 48,863694°, k. h. 2,348944°48.863694°N 2.348944°EÉtienne-Marcel                                             |     |
| Louvre - Rivoli                | 1. kerület  | Rue de l'Amiral-de-Coligny Rue de Rivoli                                | PA00085988   | é. sz. 48,860694°, k. h. 2,340889°48.860694°N 2.340889°ELouvre-Rivoli                                              |     |
| Palais Royal - Musée du Louvre | 1. kerület  | Place du Palais-Royal                                                   | PA00085989   | é. sz. 48,862392°, k. h. 2,336650°48.862392°N 2.336650°EPalais-Royal 1                                             |     |
| Palais Royal - Musée du Louvre | 1. kerület  | Place du Palais-Royal                                                   | PA00085989   | é. sz. 48,862747°, k. h. 2,336320°48.862747°N 2.336320°EPalais-Royal 2                                             |     |
| Palais Royal - Musée du Louvre | 1. kerület  | Rue de Rivoli                                                           | PA00085989   | é. sz. 48,862498°, k. h. 2,335609°48.862498°N 2.335609°EPalais-Royal 3                                             |     |
| Tuileries                      | 1. kerület  | Rue de Rivoli                                                           | PA00085990   | é. sz. 48,864295°, k. h. 2,330077°48.864295°N 2.330077°ETuilerie 1                                                 |     |
| Tuileries                      | 1. kerület  | Rue de Rivoli                                                           | PA00085990   | é. sz. 48,864238°, k. h. 2,330252°48.864238°N 2.330252°ETuilerie 2                                                 |     |
| Quatre-Septembre               | 2. kerület  | Rue du Quatre-Septembre Rue de Choiseul                                 | PA00086085   | é. sz. 48,869555°, k. h. 2,336803°48.869555°N 2.336803°EQuatre-Septembre                                           |     |
| Réaumur - Sébastopol           | 2. kerület  | 63, 65 Rue Réaumur                                                      | PA00086086   | é. sz. 48,866599°, k. h. 2,350522°48.866599°N 2.350522°ERéaumur - Sébastopol 1                                     |     |
| Réaumur - Sébastopol           | 2. kerület  | 63, 65 Rue Réaumur                                                      | PA00086086   | é. sz. 48,866560°, k. h. 2,350686°48.866560°N 2.350686°ERéaumur - Sébastopol 2                                     |     |
| Réaumur - Sébastopol           | 2. kerület  | 28 Rue de Palestro                                                      | PA00086086   | é. sz. 48,866477°, k. h. 2,352161°48.866477°N 2.352161°ERéaumur - Sébastopol 3                                     |     |
| Réaumur - Sébastopol           | 2. kerület  | 28 Rue de Palestro                                                      | PA00086086   | é. sz. 48,866572°, k. h. 2,352217°48.866572°N 2.352217°ERéaumur - Sébastopol 4                                     |     |
| Sentier                        | 2. kerület  | 87 Rue Réaumur                                                          | PA00086087   | é. sz. 48,866708°, k. h. 2,350453°48.866708°N 2.350453°ESentier                                                    |     |
| Temple                         | 3. kerület  | Rue du Temple Rue de Turbigo                                            | PA00086229   | é. sz. 48,866615°, k. h. 2,361550°48.866615°N 2.361550°ETemple                                                     |     |
| Cité                           | 3. kerület  | Place Louis-Lépine                                                      | PA00086471   | é. sz. 48,855625°, k. h. 2,347397°48.855625°N 2.347397°ECité 1                                                     |     |
| Cité                           | 4. kerület  | Place Louis-Lépine                                                      | PA00086471   | é. sz. 48,855215°, k. h. 2,347142°48.855215°N 2.347142°ECité 2                                                     |     |
| Saint-Michel                   | 5. kerület  | Boulevard Saint-Michel (Quai Saint-Michel és Rue de la Huchette között) | PA00088479   | é. sz. 48,853511°, k. h. 2,344521°48.853511°N 2.344521°ESaint-Michel                                               |     |
| Saint-Michel                   | 5. kerület  | Boulevard Saint-Michel (Rue de la Huchette és Rue Saint-Séverin között) | PA00088479   | é. sz. 48,853250°, k. h. 2,344194°48.853250°N 2.344194°ESaint-Michel                                               |     |
| Saint-Michel                   | 6. kerület  | Place Saint-André-des-Arts                                              | PA00088648   | é. sz. 48,85315°, k. h. 2,34295°48.853150°N 2.342950°ESaint-Michel                                                 |     |
| Europe                         | 8. kerület  | Rue de Madrid                                                           | PA00088871   | é. sz. 48,87887°, k. h. 2,32274°48.878870°N 2.322740°EEurope                                                       |     |
| Saint-Lazare                   | 8. kerület  | Rue de Rome Rue de l'Arcade                                             | PA00088872   | é. sz. 48,87476°, k. h. 2,32471°48.874760°N 2.324710°ESaint-Lazare                                                 |     |
| Cadet                          | 9. kerület  | 65 Rue La Fayette 17 Rue Cadet                                          | PA00088991   | é. sz. 48,876000°, k. h. 2,344028°48.876000°N 2.344028°ECadet                                                      |     |
| Opéra                          | 9. kerület  | Rue Auber Rue Scribe                                                    | PA00088992   | é. sz. 48,871583°, k. h. 2,330667°48.871583°N 2.330667°EOpéra                                                      |     |
| Château d'Eau                  | 10. kerület | 49–51 Boulevard de Strasbourg                                           | PA00086508   | é. sz. 48,872537°, k. h. 2,355919°48.872537°N 2.355919°EChâteau d'Eau 1                                            |     |
| Château d'Eau                  | 10. kerület | 49–51 Boulevard de Strasbourg                                           | PA00086508   | é. sz. 48,872447°, k. h. 2,355873°48.872447°N 2.355873°EChâteau d'Eau 2                                            |     |
| Colonel Fabien                 | 10. kerület | Place du Colonel Fabien                                                 | PA00086509   | é. sz. 48,877500°, k. h. 2,370806°48.877500°N 2.370806°EColonel Fabien                                             |     |
| Gare du Nord                   | 10. kerület | 9 Boulevard de Denain                                                   | PA00086510   | é. sz. 48,879772°, k. h. 2,354450°48.879772°N 2.354450°EGare du Nord (9 boulevard Denain)                          |     |
| Gare du Nord                   | 10. kerület | 2 Boulevard de Denain 129 Rue La Fayette                                | PA00086510   | é. sz. 48,878736°, k. h. 2,354261°48.878736°N 2.354261°EGare du Nord (2 boulevard de Denain et 129 rue La Fayette) |     |
| Gare du Nord                   | 10. kerület | 12 Boulevard de Denain                                                  | PA00086510   | é. sz. 48,879725°, k. h. 2,354825°48.879725°N 2.354825°EGare du Nord                                               |     |
| Louis Blanc                    | 10. kerület | 221 Rue La Fayette 223 Rue du Faubourg Saint-Martin                     | PA00086511   | é. sz. 48,881389°, k. h. 2,365333°48.881389°N 2.365333°ELouis-Blanc                                                |     |
| République                     | 10. kerület | Place de la République at Boulevard de Magenta                          | PA00086550   | é. sz. 48,868333°, k. h. 2,363056°48.868333°N 2.363056°ELouis-Blanc                                                |     |
| Bréguet - Sabin                | 11. kerület | 23 Boulevard Richard-Lenoir                                             | PA00086545   | é. sz. 48,856606°, k. h. 2,370499°48.856606°N 2.370499°EBréguet - Sabin 1                                          |     |
| Bréguet - Sabin                | 11. kerület | 9 Boulevard Richard-Lenoir                                              | PA00086545   | é. sz. 48,85565°, k. h. 2,37007°48.855650°N 2.370070°EBréguet - Sabin 2                                            |     |
| Couronnes                      | 11. kerület | Boulevard de Belleville                                                 | PA00086546   | é. sz. 48,869057°, k. h. 2,380410°48.869057°N 2.380410°ECouronnes                                                  |     |
| Ménilmontant                   | 11. kerület | Boulevard de Ménilmontant                                               | PA00086547   | é. sz. 48,866674°, k. h. 2,383242°48.866674°N 2.383242°EMénilmontant                                               |     |
| Parmentier                     | 11. kerület | 88 bis Avenue Parmentier                                                | PA00086548   | é. sz. 48,865436°, k. h. 2,374562°48.865436°N 2.374562°EParmentier                                                 |     |
| Père Lachaise                  | 11. kerület | Boulevard de Ménilmontant                                               | PA00086549   | é. sz. 48,862682°, k. h. 2,387488°48.862682°N 2.387488°EPère Lachaise 1                                            |     |
| Père Lachaise                  | 11. kerület | 103 Avenue de la République                                             | PA00086549   | é. sz. 48,863197°, k. h. 2,385922°48.863197°N 2.385922°EPère Lachaise 2                                            |     |
| Richard-Lenoir                 | 11. kerület | 65 Boulevard Richard-Lenoir                                             | PA00086551   | é. sz. 48,864402°, k. h. 2,378590°48.864402°N 2.378590°ERichard-Lenoir                                             |     |
| Rue Saint-Maur                 | 11. kerület | 74 Avenue de la République                                              | PA00086552   | é. sz. 48,864444°, k. h. 2,378611°48.864444°N 2.378611°ERue Saint-Maur                                             |     |
| Bastille                       | 12. kerület | Boulevard Beaumarchais (moved from Rue de Lyon)                         | PA00086576   | é. sz. 48,853056°, k. h. 2,369167°48.853056°N 2.369167°EBastille                                                   |     |
| Daumesnil                      | 12. kerület | Place Félix-Éboué, center island                                        | PA00086577   | é. sz. 48,839722°, k. h. 2,395833°48.839722°N 2.395833°EDaumesnil                                                  |     |
| Gare de Lyon                   | 12. kerület | Boulevard Diderot, a Paris Gare de Lyon udvarán                         | PA00086578   | é. sz. 48,845556°, k. h. 2,372778°48.845556°N 2.372778°EGare de Lyon                                               |     |
| Nation                         | 12. kerület | Place de la Nation, at Boulevard Diderot                                | PA00086579   | é. sz. 48,848056°, k. h. 2,395000°48.848056°N 2.395000°ENation                                                     |     |
| Nation                         | 12. kerület | Place de la Nation, at Avenue Dorian                                    | PA00086580   | é. sz. 48,847778°, k. h. 2,395139°48.847778°N 2.395139°ENation                                                     |     |
| Picpus                         | 12. kerület | Avenue de Saint-Mandé                                                   | PA00086581   | é. sz. 48,845278°, k. h. 2,400556°48.845278°N 2.400556°EPicpus                                                     |     |
| Campo-Formio                   | 13. kerület | Boulevard de l'Hôpital                                                  | PA00086599   | é. sz. 48,835556°, k. h. 2,358333°48.835556°N 2.358333°ECampo-Formio                                               |     |
| Place d’Italie                 | 13. kerület | Place d'Italie                                                          | PA00086600   | é. sz. 48,830833°, k. h. 2,355278°48.830833°N 2.355278°EPlace d'Italie                                             |     |
| Place d’Italie                 | 13. kerület | Place d'Italie                                                          | PA00086600   | é. sz. 48,830833°, k. h. 2,354722°48.830833°N 2.354722°EPlace d'Italie                                             |     |
| Saint-Marcel                   | 13. kerület | Boulevard de l'Hôpital                                                  | PA00086601   | é. sz. 48,838333°, k. h. 2,360833°48.838333°N 2.360833°ESaint-Marcel                                               |     |
| Denfert-Rochereau              | 14. kerület | Place Denfert-Rochereau                                                 | PA00086630   | é. sz. 48,834175°, k. h. 2,331982°48.834175°N 2.331982°EDenfert-Rochereau                                          |     |
| Mouton-Duvernet                | 14. kerület | Avenue du Général Leclerc                                               | PA00086631   | é. sz. 48,831577°, k. h. 2,329931°48.831577°N 2.329931°EMouton-Duvernet 1                                          |     |
| Mouton-Duvernet                | 14. kerület | Avenue du Général Leclerc                                               | PA00086631   | é. sz. 48,831145°, k. h. 2,329569°48.831145°N 2.329569°EMouton-Duvernet 2                                          |     |
| Raspail                        | 14. kerület | Boulevard Raspail Boulevard Edgar-Quinet                                | PA00086632   | é. sz. 48,838965°, k. h. 2,330550°48.838965°N 2.330550°ERaspail                                                    |     |
| Pasteur                        | 15. kerület | Boulevard Pasteur                                                       | PA00086657   | é. sz. 48,842667°, k. h. 2,312750°48.842667°N 2.312750°EPasteur                                                    |     |
| Boissière                      | 16. kerület | Avenue Kléber                                                           | PA00086695   | é. sz. 48,866917°, k. h. 2,290222°48.866917°N 2.290222°EBoissière                                                  |     |
| Chardon-Lagache                | 16. kerület | Rue Molitor Rue Chardon-Lagache                                         | PA00086696   | é. sz. 48,845009°, k. h. 2,266485°48.845009°N 2.266485°EChardon-Lagache                                            |     |
| Église d’Auteuil               | 16. kerület | Rue d'Auteuil Rue Chardon-Lagache                                       | PA00086698   | é. sz. 48,847387°, k. h. 2,268594°48.847387°N 2.268594°EÉglise-d'Auteuil                                           |     |
| Kléber                         | 16. kerület | Avenue Kléber                                                           | PA00086699   | é. sz. 48,871695°, k. h. 2,293387°48.871695°N 2.293387°EKléber 1                                                   |     |
| Kléber                         | 16. kerület | Avenue Kléber                                                           | PA00086699   | é. sz. 48,871625°, k. h. 2,293616°48.871625°N 2.293616°EKléber 2                                                   |     |
| Mirabeau                       | 16. kerület | Rue Mirabeau                                                            | PA00086700   | é. sz. 48,847389°, k. h. 2,273306°48.847389°N 2.273306°EMirabeau                                                   |     |
| Porte d'Auteuil                | 16. kerület | Boulevard de Montmorency                                                | PA00086701   | é. sz. 48,848094°, k. h. 2,260053°48.848094°N 2.260053°EPorte d'Auteuil                                            |     |
| Porte Dauphine                 | 16. kerület | Avenue Foch                                                             | PA00086697   | é. sz. 48,872149°, k. h. 2,277051°48.872149°N 2.277051°EPorte Dauphine 1                                           |     |
| Porte Dauphine                 | 16. kerület | Avenue Bugeaud                                                          | PA00086697   | é. sz. 48,871426°, k. h. 2,276758°48.871426°N 2.276758°EPorte Dauphine 2                                           |     |
| Victor Hugo                    | 16. kerület | Place Victor-Hugo Avenue Victor-Hugo Rue Léonard-de-Vinci               | PA00086702   | é. sz. 48,869946°, k. h. 2,285647°48.869946°N 2.285647°EVictor-Hugo                                                |     |
| Monceau                        | 17. kerület | Boulevard de Courcelles                                                 | PA00086724   | é. sz. 48,880278°, k. h. 2,310278°48.880278°N 2.310278°EMonceau                                                    |     |
| Rome                           | 17. kerület | Boulevard des Batignolles                                               | PA00086725   | é. sz. 48,882500°, k. h. 2,321944°48.882500°N 2.321944°ERome                                                       |     |
| Ternes                         | 17. kerület | Place des Ternes                                                        | PA00086726   | é. sz. 48,878056°, k. h. 2,298611°48.878056°N 2.298611°ETernes                                                     |     |
| Villiers                       | 17. kerület | Boulevard de Courcelles                                                 | PA00086727   | é. sz. 48,881111°, k. h. 2,315000°48.881111°N 2.315000°EVilliers                                                   |     |
| Wagram                         | 17. kerület | Rue Brémontier Avenue de Villiers                                       | PA00086728   | é. sz. 48,884167°, k. h. 2,303611°48.884167°N 2.303611°EWagram                                                     |     |
| Abbesses                       | 18. kerület | Place des Abbesses                                                      | PA00086748   | é. sz. 48,884444°, k. h. 2,338889°48.884444°N 2.338889°EAbbesses                                                   |     |
| Anvers                         | 18. kerület | 70 Boulevard de Rochechouart                                            | PA00086749   | é. sz. 48,882833°, k. h. 2,343778°48.882833°N 2.343778°EAnvers                                                     |     |
| Barbès - Rochechouart          | 18. kerület | Boulevard de Rochechouart Relocated to Bolivar in 1987                  | PA00086750   | é. sz. 48,883750°, k. h. 2,349361°48.883750°N 2.349361°EBarbès - Rochechouart                                      |     |
| Blanche                        | 18. kerület | Boulevard de Clichy                                                     | PA00086751   | é. sz. 48,883694°, k. h. 2,332889°48.883694°N 2.332889°EBlanche                                                    |     |
| Pigalle                        | 18. kerület | 16 Boulevard de Clichy                                                  | PA00086752   | é. sz. 48,882278°, k. h. 2,337917°48.882278°N 2.337917°EPigalle                                                    |     |
| Place de Clichy                | 18. kerület | 130 Boulevard de Clichy                                                 | PA00086753   | é. sz. 48,884286°, k. h. 2,329062°48.884286°N 2.329062°EPlace de Clichy 1                                          |     |
| Place de Clichy                | 18. kerület | Place de Clichy                                                         | PA00086753   | é. sz. 48,883605°, k. h. 2,327852°48.883605°N 2.327852°EPlace de Clichy 2                                          |     |
| Bolivar                        | 19. kerület | Avenue Simon-Bolivar Relocated from Barbès - Rochechouart in 1987       | PA00086750   | é. sz. 48,880502°, k. h. 2,374922°48.880502°N 2.374922°EBolivar                                                    |     |
| Botzaris                       | 19. kerület | Rue Botzaris                                                            | PA00086768   | é. sz. 48,879722°, k. h. 2,389167°48.879722°N 2.389167°EBotzaris                                                   |     |
| Crimée                         | 19. kerület | 185, Rue de Crimée 2 Rue Mathis                                         | PA00086769   | é. sz. 48,891389°, k. h. 2,377500°48.891389°N 2.377500°ECrimée                                                     |     |
| Jaurès                         | 19. kerület | 184 Boulevard de la Villette                                            | PA00086770   | é. sz. 48° 52′ 54″, k. h. 2° 22′ 13″48.881667°N 2.370278°EJaurès                                                   |     |
| Pré-Saint-Gervais              | 19. kerület | Boulevard Sérurier Rue Alphonse-Aulard                                  | PA00086771   | é. sz. 48,880000°, k. h. 2,398889°48.880000°N 2.398889°EPré-Saint-Gervais                                          |     |
| Alexandre Dumas                | 20. kerület | Boulevard de Charonne                                                   | PA00086784   | é. sz. 48,855833°, k. h. 2,394722°48.855833°N 2.394722°EAlexandre Dumas                                            |     |
| Avron                          | 20. kerület | Boulevard de Charonne                                                   | PA00086785   | é. sz. 48,851944°, k. h. 2,397778°48.851944°N 2.397778°EAvron                                                      |     |
| Gambetta                       | 20. kerület | Place Martin-Nadaud                                                     | PA00086786   | é. sz. 48,865000°, k. h. 2,398333°48.865000°N 2.398333°EGambetta                                                   |     |
| Philippe Auguste               | 20. kerület | Boulevard de Charonne                                                   | PA00086787   | é. sz. 48,858056°, k. h. 2,390833°48.858056°N 2.390833°EPhilippe Auguste                                           |     |

## Külföldön látható metróbejáratok

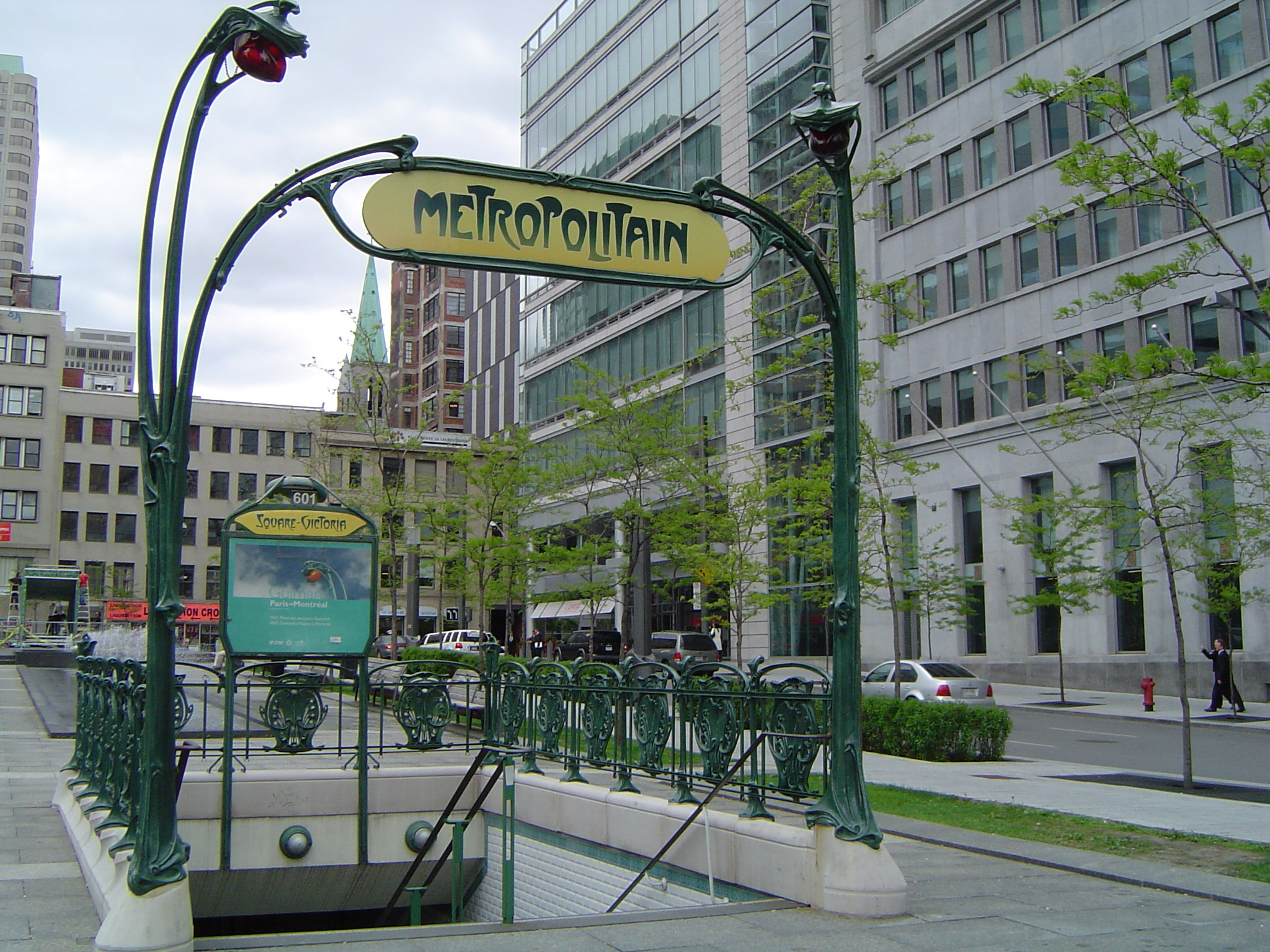
Square-Victoria-OACI, Montreal
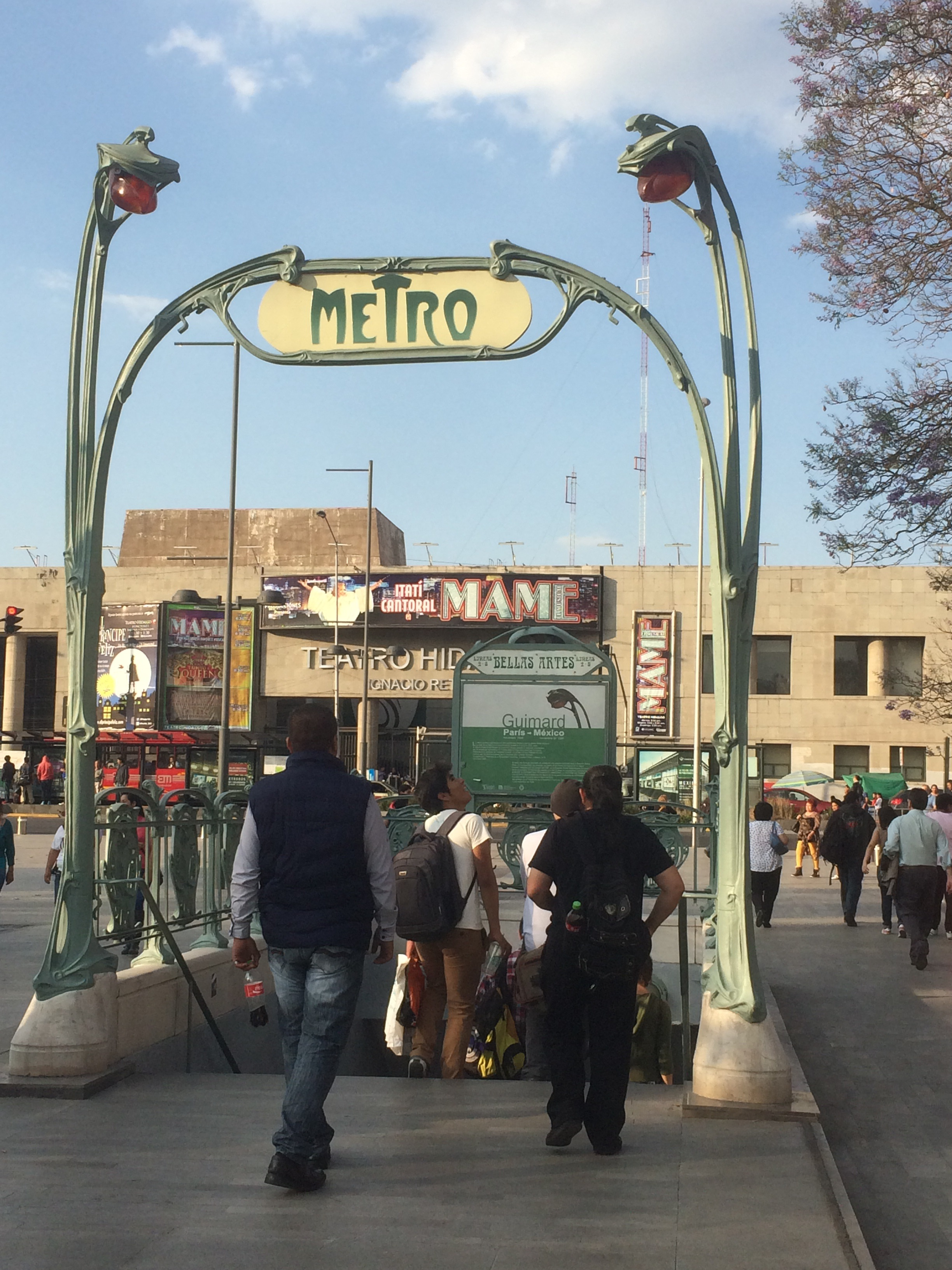
Bellas Artes, Mexico City
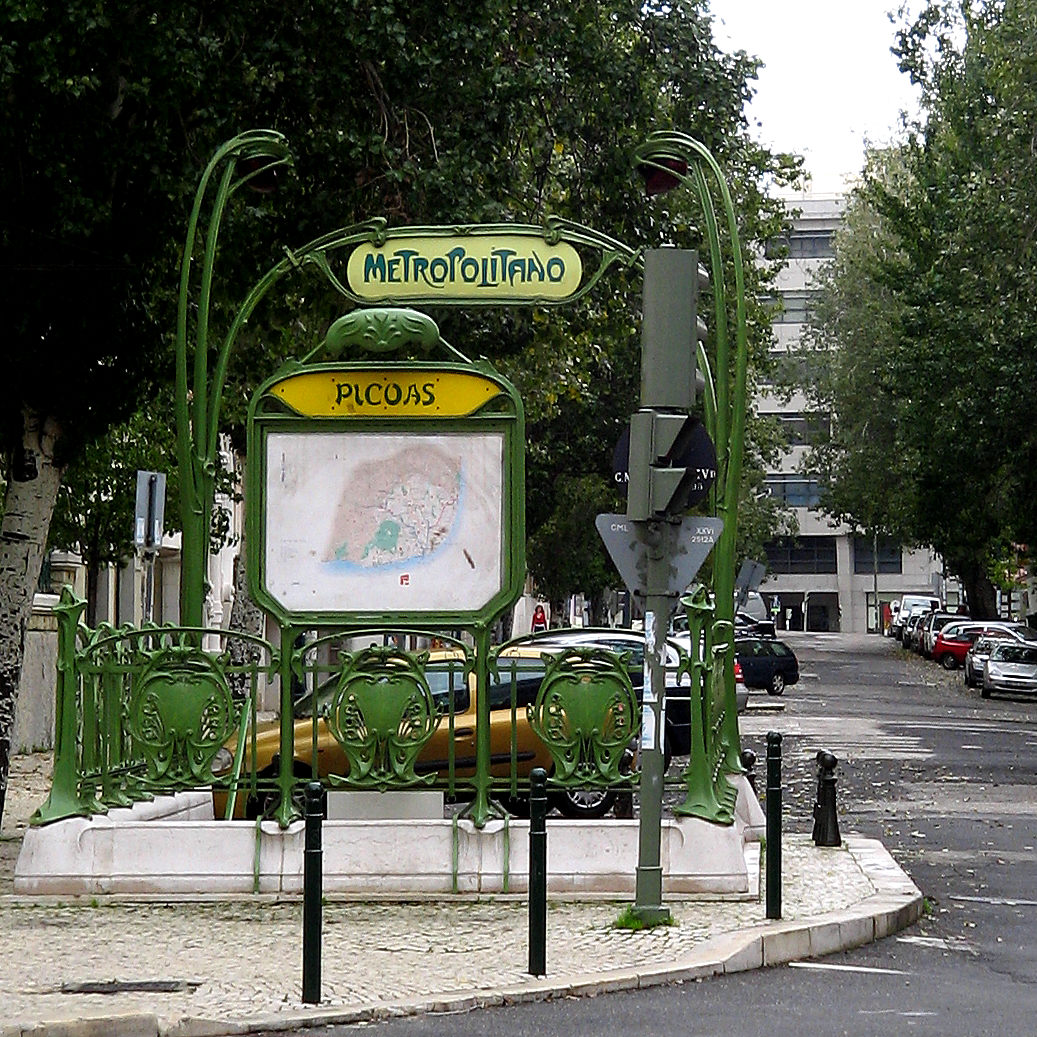
Picoas, Lisszabon
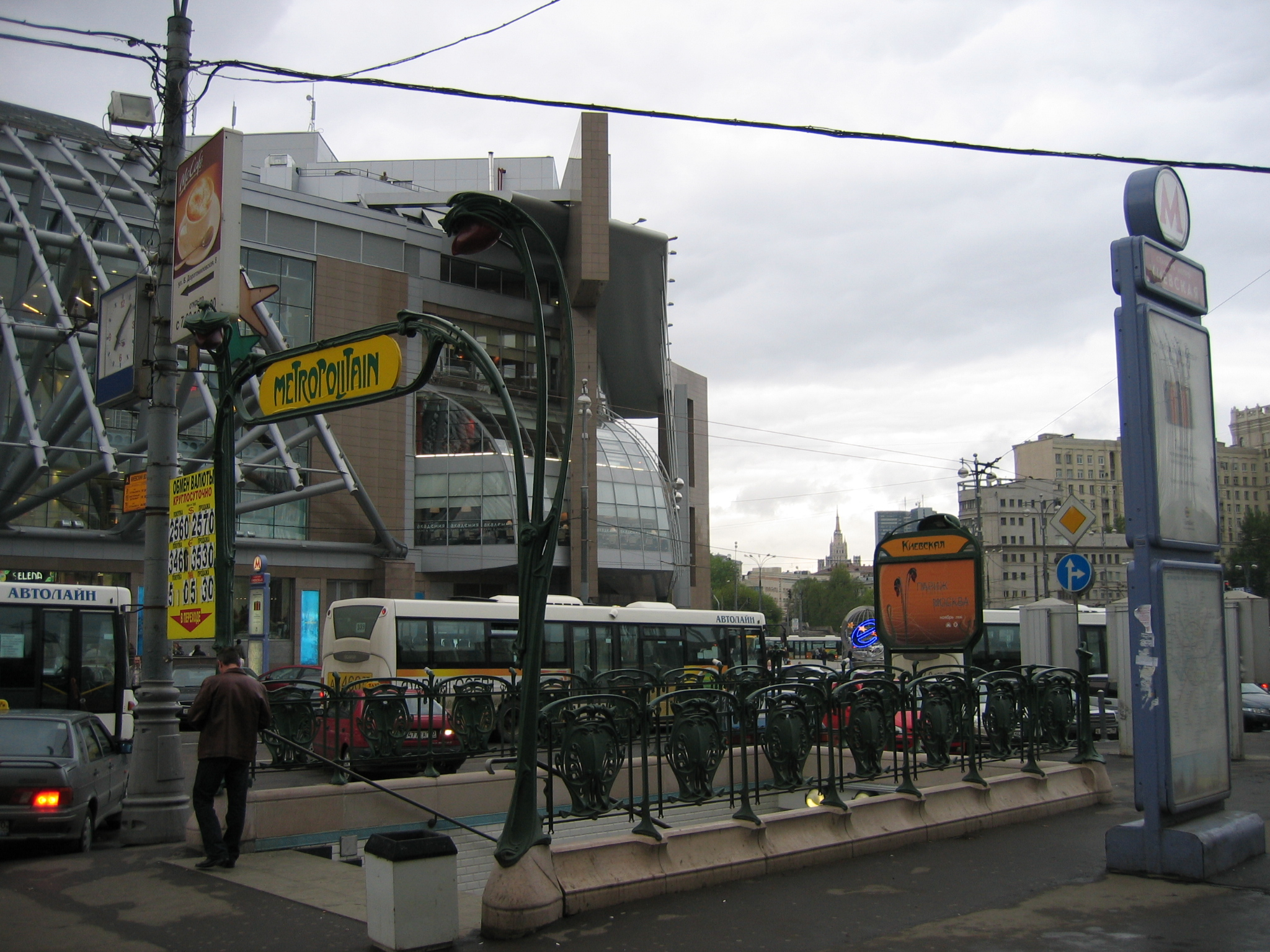
Kievskaya, Moszkva
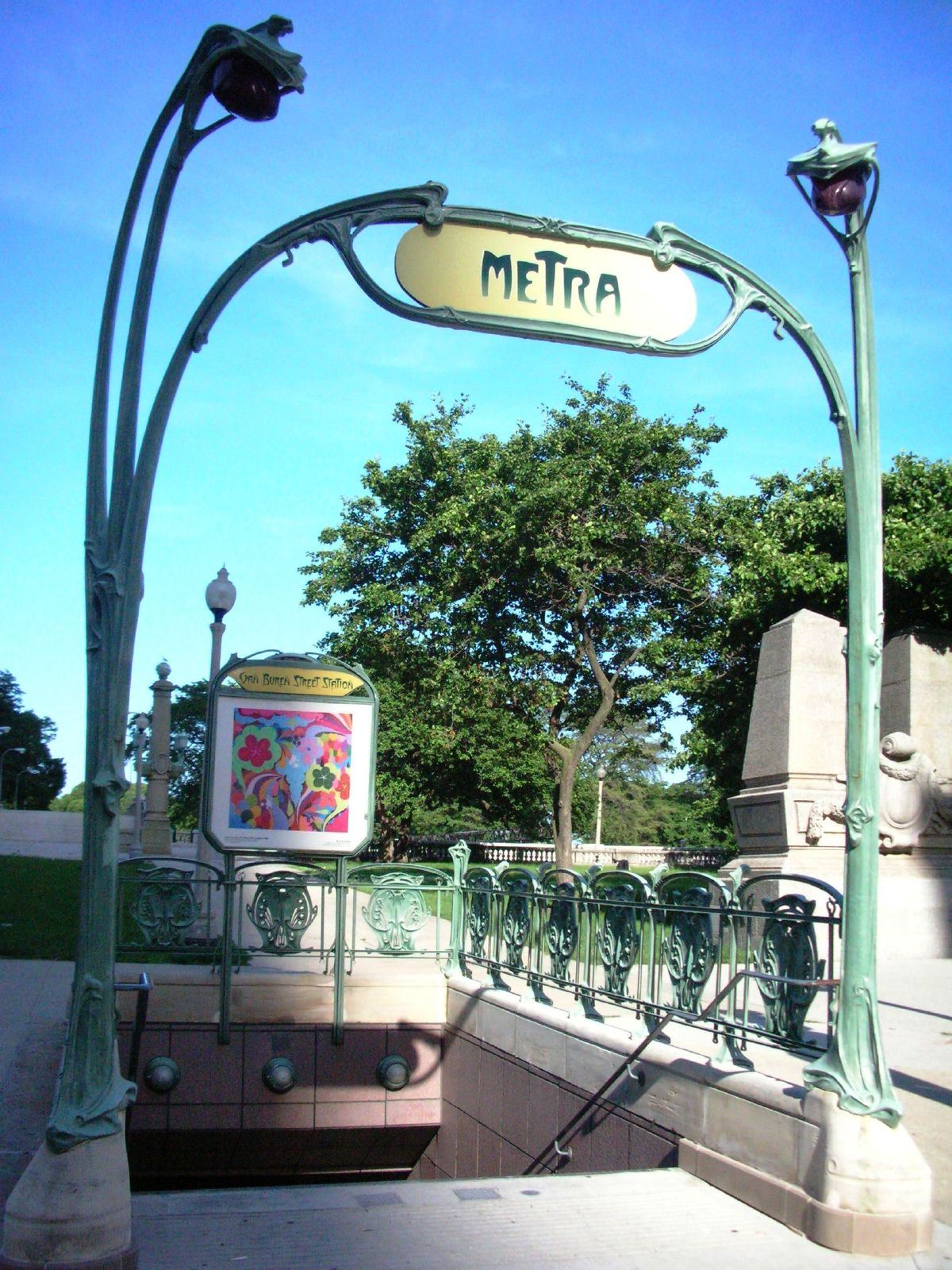
Van Buren Street, Chicago
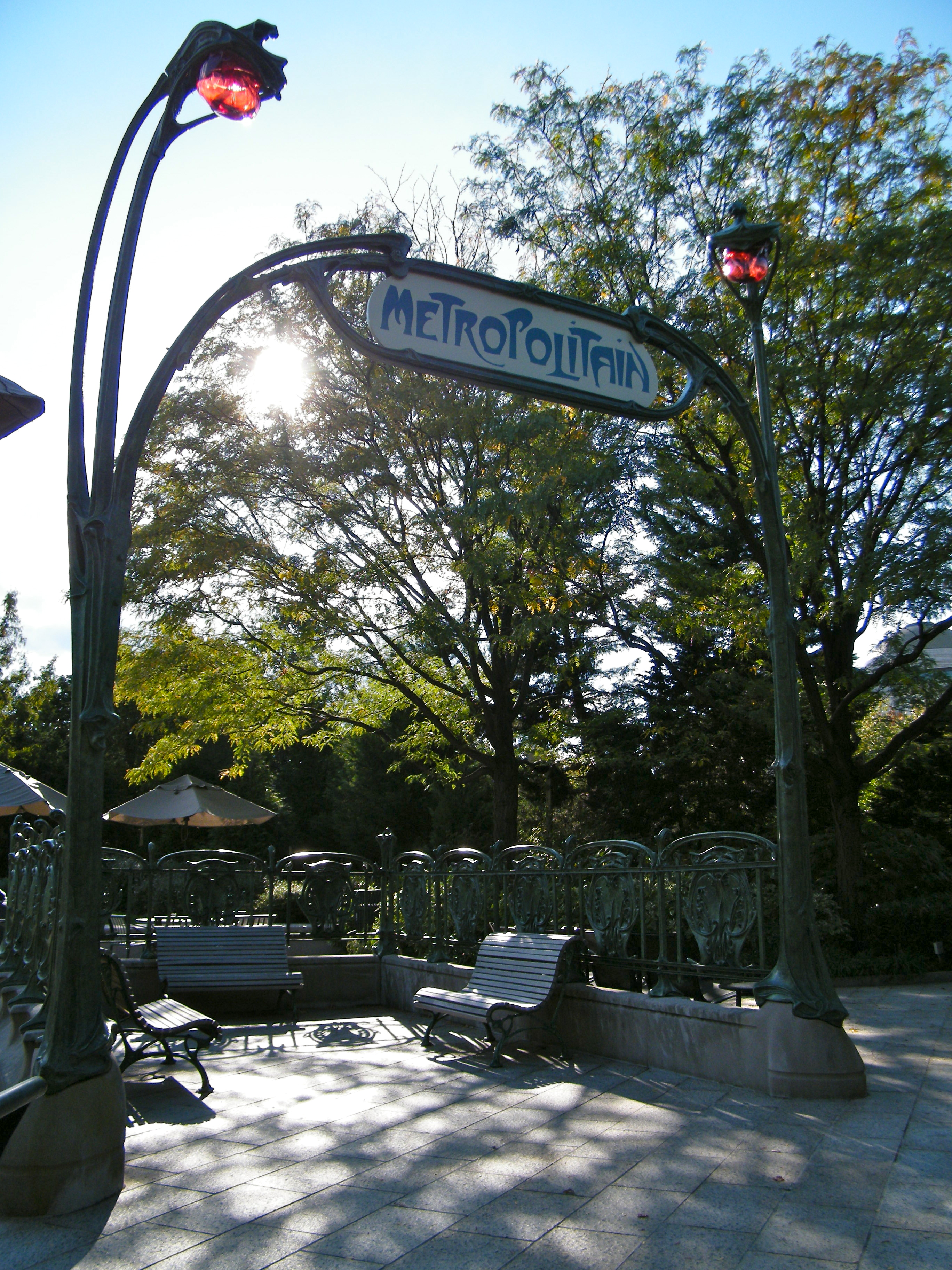
National Gallery of Art Sculpture Garden, Washington, D.C.